# Oudwoude
Oudwoude (Fries, officieel: Aldwâld, [ɔ:t’vɔ:t]) is een dorp in de gemeente Noardeast-Fryslân, in de Nederlandse provincie Friesland. Het dorp ligt ongeveer 11 km ten zuidoosten van Dokkum, tussen Kollum en Westergeest. Oudwoude ligt net ten noorden van de Stroobossertrekvaart en ten zuiden van de Nieuwe Zwemmer. Oudwoude vormde eerder een eenheid met Wijgeest, een voormalige buurtschap in het noorden. Deze buurt ligt geheel binnen de bebouwde kom van Oudwoude.
In 2023 telde het dorp 815 inwoners. De buurtschappen De Dellen, De Wirden, Huis ter Noord, Oudwouderzijlen en Ter Lune (deels) hebben dezelfde postcode als het dorp. Het dorp Veenklooster viel eertijds als buurtschap onder Oudwoude.

## Geschiedenis
Het dorp is waarschijnlijk in de 10e en 11e ontstaan. De bewoning aan de Foarwei waar de Oudwoude is ontstaan kent een opstrekkende verkaveling van ontginning uit 11e of 12e eeuw. Oudwoude zou vervolgens door ontginning in zuidelijke richting ontstaan zijn vanuit Wijgeest. Sommige bronnen dateren Oudwoude ouder dan Wijgeest.
Oudwoude werd in 1444 vermeld als Oldewolde, in 1470 als Oltwolt, in 1480 als Oldwaldt, in 1505 Oldwoldt, in 1543 Altwalt (de oudste Friese variant), in 1664 als Oldwolde en vanaf de 18e eeuw als Oudwoude en Oldwoude. De plaatsnaam verwijst waarschijnlijk naar een ligging bij een oud bos of broekbos.
Wijgeest was tevens de locatie van enkele middeleeuwse stinsen. Het betreft de Allemastate (welke nog bestaat), de Buma stins en de Eysma stins. De Eysma stins werd bewoond door Binnerd Eysma.

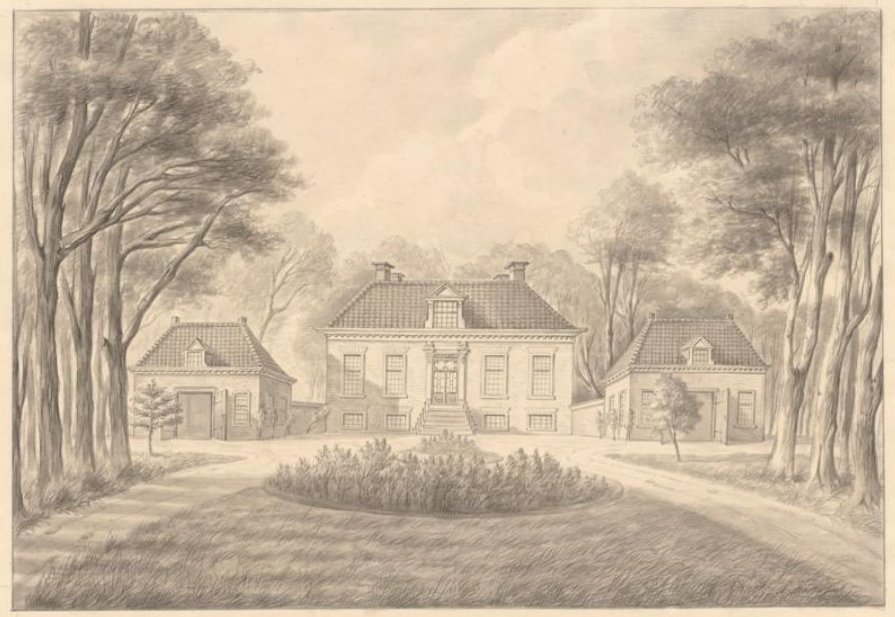
Het landhuis Vaartzicht te Oudwoude door Albert Martin voor de afbraak in 1877.

In de periode 1811-1816 vormde het dorp samen met Westergeest de gemeente Westergeest/Oudwoude. In 1816 werd de gemeente weer bij Kollumerland gevoegd. Tot 2019 viel het onder de gemeente Kollumerland en Nieuwkruisland waarna deze is opgegaan in de Noardeast-Fryslân.

### Kollumer Oproer
Oudwoude speelde een sleutelrol in het Kollumer Oproer van 1797, een volksverzet tegen de dienstplicht en burgerbewapening. In deze oranjegezinde regio verzamelden zich vele inwoners uit Kollumerland en omstreken in Kollum na het opsluiten van een Oranjegezinde Burumer. Vervolgens trok een mensenmassa van zo'n 2000 à 3000 man via Huis ter noord naar Dokkum.
Een van de voormannen van deze revolte was Jan Binnes, afkomstig van Oudwoude. Hoewel hij bleek te hebben gewoond in wat nu Veenklooster is. Dit deel van Veenklooster viel destijds onder Oudwoude. Nadat troepen uit Leeuwarden de opstand de kop in hadden gedrukt, werd hij meegevoerd en in Leeuwarden tot de dood veroordeeld. Naar hem is later de Jan Binneswei vernoemd. Voor het oproer kregen de inwoners van Oudwoude en de omringende dorpen hoge boetes opgelegd. Enkel de patriotten werden vrijgesteld, dit waren er in Oudwoude vijf.

## Rijksmonumenten
Oudwoude telt acht inschrijvingen in het rijksmonumentenregister, zie daarvoor: Lijst van rijksmonumenten in Oudwoude. Het dorpsbeeld wordt gekenmerkt door 18e-eeuwse en 19e-eeuwse boerderijen langs de Foarwei en de Jan Binneswei. Het betreft veelal kop-rompboerderijen of boerderijen met een dwars voorhuis met schilddak.

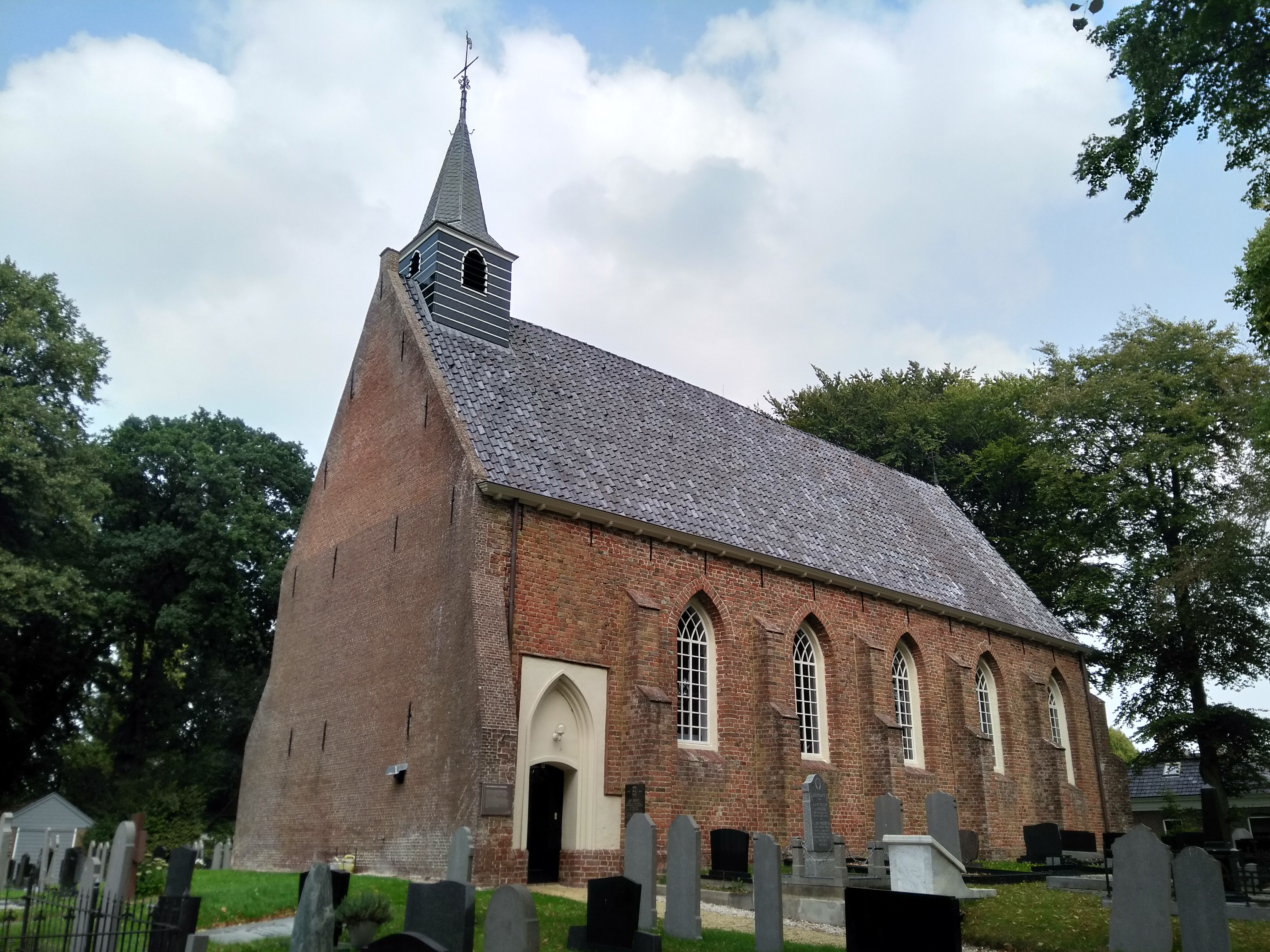
De 15e-eeuwse kerk van Oudwoude met een rechte westmuur van rond 1690.

## Kerk
De 15e-eeuwse kerk van Oudwoude bevindt zich op het westelijke einde de bebouwing van Oudwoude. Bij de bouw van de laat-gotische kerk werd gebruik gemaakt van kloostermoppen van de voorganger. Puinrestanten wezen erop dat de kerk in westelijke richting langer is geweest; de kerk had oorspronkelijk nog een travee en een toren. Tussen 1689 en 1694 werd de toren afgebroken en Andreae vermeldt het vervangen van de toren door een dakruiter. De ingekorte kerk werd weer gesloten met een recht opgaande muur.
Rond 1880 werd de buitenkant van de kerk bepleisterd, maar dit is ten tijde van de restauratie van 1965 weer verwijderd. Het interieur van de kerk wordt bepaald door acht rouwborden en een herenbank in het driezijdig gesloten koor. De kerk fungeerde als slotkerk van de Fogelsanghstate te Veenklooster en een aantal rouwborden zijn afkomstig van eigenaren van de state. Op het kerkhof zijn alle graven naar het oosten gericht. Er bevinden zich twee grafkelders van de families Van Heemstra en Van Limburg Stirum. Het kerkgebouw wordt eens per twee weken gebruikt door de Protestantse Gemeente Oudwoude-Westergeest, welke de dorpen Oudwoude, Westergeest, Triemen en Veenklooster omvat.

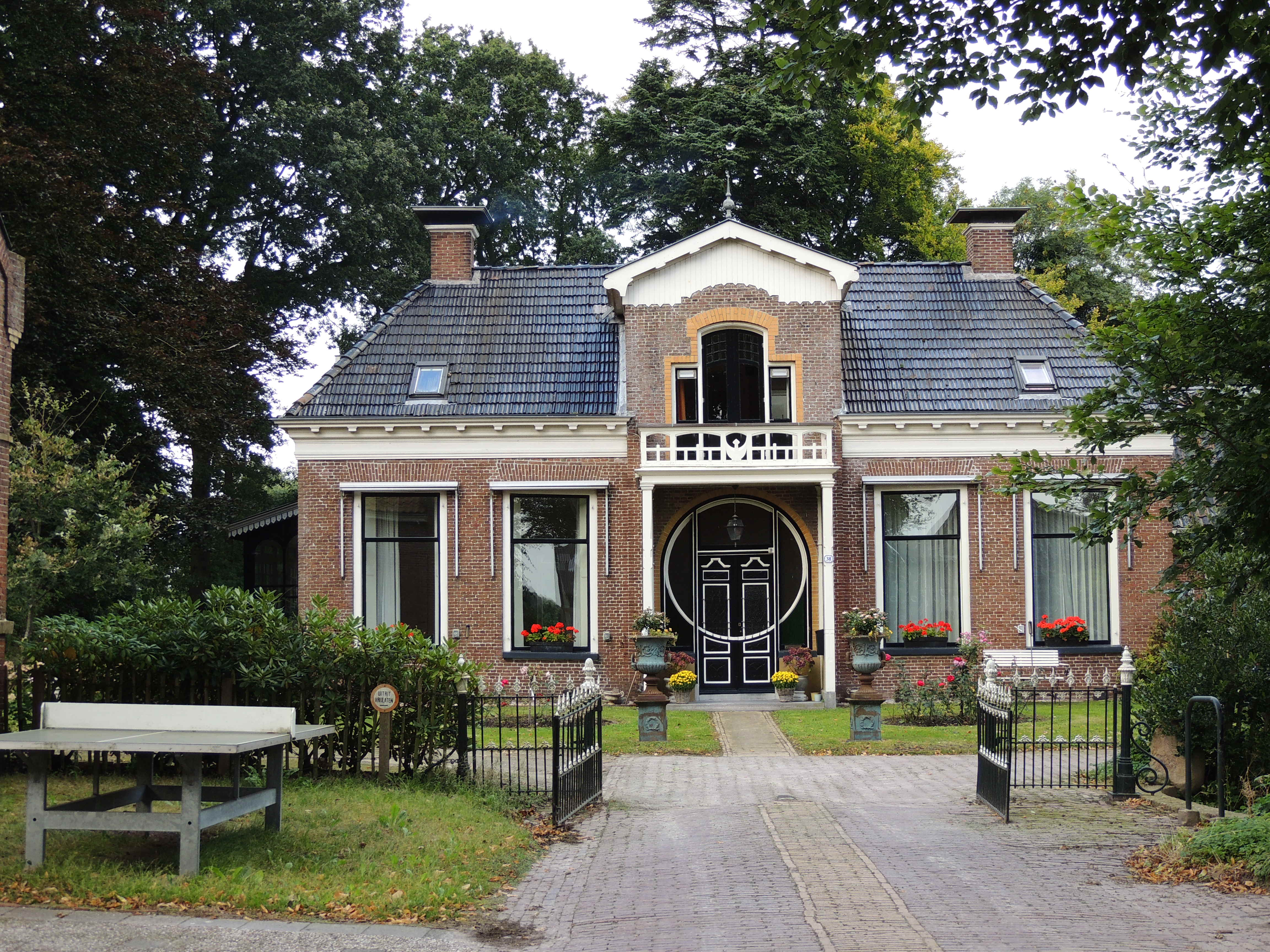
De hervormde pastorie uit 1806.

## Pastorie
Naast de kerk bevindt zich de monumentale pastorie aan het einde van een oprijlaan met zeer oude beuken en 19e-eeuws hekwerk. De pastorie werd vernieuwd in 1806. Een stichtingssteen in de achtermuur vermeldt de legging van de eerste steen door de kinderen van de kerkvoogden. In 1826 kreeg het gebouw een uitbouw aan de rechter zijde. In 1906 volgde een houten serre aan de linker zijde. Tevens kreeg de pastorie in 1906 een nieuwe ingangspartij met jugendstilelementen.
De woning werd in 2001 gerenoveerd en kreeg in 2003 de status van rijksmonument. Achter de woning bevindt zich een omgrachte, eveneens monumentale tuin uit de 19e eeuw. De tuin is aangelegd in landschapsstijl. Eerder werd gedacht dat de tuin ontworpen kon zijn door Lucas Pieters Roodbaard, maar door nadere inventarisatie van plantenlijsten uit 1882 en 1885 bleek de tuin van de hand van Gerrit Vlaskamp. Naast de pastorie staat het verenigingsgebouw van de hervormde kerk uit omstreeks 1900.

## Zuivelfabriek
Tussen 1899 en 1996 bevond zich bij Oudwoude de zuivelfabriek Huisternoord in de buurtschap Huis ter Noord. De fabriek werd in 1899 als een coöperatie opgericht aan de Stroobossertrekvaart. In 1995 waren er investeringen nodig om de fabriek weer aan de geldende eisen te laten voldoen. Daarop werd besloten de fabriek te laten fuseren met de zuivelfabriek De Twee Provinciën in Workum. Hiermee heeft de fabriek haar 100-jarig bestaan net niet kunnen vieren. Anno 2019 bevindt zich in de fabriekshallen een paintballcentrum.

## Sport
In 1964 werd een gemeenschappelijke voetbalclub opgericht met de naburige dorpen Westergeest en Triemen, WTOC (Westergeest Triemen Oudwoude Combinatie). Wedstrijden van deze voetbalclub worden in Oudwoude gespeeld op sportpark "De Wygeast".
De plaatselijke IJsclub “Oudwoude e.o.” werd opgericht in 1911. In eerste instantie werd er geschaatst in Wijgeest, maar sinds 2007 heeft de schaatsvereniging een nieuwe locatie tussen Oudwoude en Westergeest aan de Simmerwei.

## Cultuur
Het dorp heeft een dorpshuis. In 2006 werd begonnen met de bouw van het multifunctioneel centrum Hústerwâld tegen de bestaande sporthal aan. Het dorp kent verder meerdere verenigingen, waaronder de toneelvereniging Bienze Westra, de brassband Blaast de Bazuin en de vereniging Dorpsbelangen Oudwoude die werd opgericht in 1947. Sinds 2009 heeft Oudwoude zijn dorpskrant, Op 'e Hichte geheten.

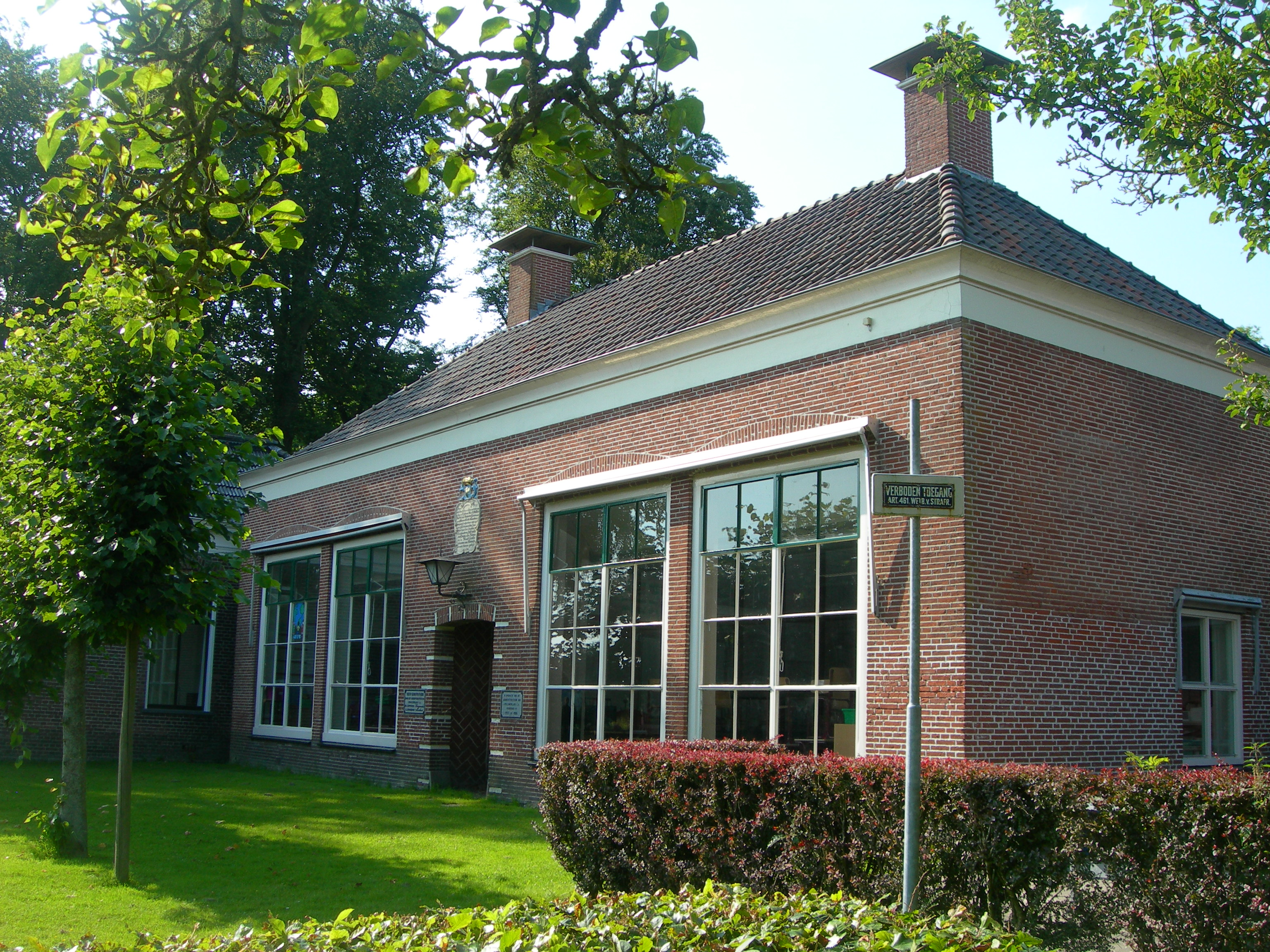
Voormalige openbare basisschool Van Heemstra.

## Onderwijs
Oudwoude had tot 2015 een openbare en een christelijke basisschool. De geschiedenis van de openbare school, Van Heemstra geheten gaat terug tot 1581.
De school van Burum dateerde van 1547 en was daarmee nog een stukje ouder dan die van Oudwoude. (Chartermeester Roorda heeft een overzicht gemaakt van allerlei scholen in Friesland en komt in 1200 al een school in Hallum tegen) de claim van 'oudste school' van Friesland is dan ook niet hard te maken, De school werd gesticht door Willem Hendrik van Heemstra in 1775 blijkens een ingemetselde stichtingssteen.
In 1898 volgde vernieuwing van het schoolgebouw en de schoolmeesterswoning, beide in dezelfde stijl. Omwille van het teruglopende leerlingaantal werd de school in 2015 gesloten. De christelijke basisschool van het dorp werd in 1922 gebouwd in Wijgeest. Met het gereedkomen van een nieuwe school in 1977/1978 kreeg de school een nieuwe naam: De Tarissing.

## Bevolkingsontwikkeling
| 321 | 426 | 585 | 642 | 704¹ | 689¹ | 655¹ | 666¹ | 1229¹ | 760 | 848 | 886 | 850 | 790 | 825 | 747 | 783 | 842 | 860 | 820 | 815 | 815 | 815 |
| Data afkomstig van volkstellingen.nl, CBS in uw buurt en Doarpsfisy 2002 - Inleiding. ¹ inclusief inwoners van Veenklooster. |     |     |     |      |      |      |      |       |     |     |     |     |     |     |     |     |     |     |     |     |     |     |

## Geboren in Oudwoude
- Frederik Willem Jacob van Aylva van Pallandt (1826-1906), politicus
- Constantijn Willem van Limburg Stirum (1836-1905), politicus
- Rense Westra (1946-2015), acteur

## Openbaar vervoer
Oudwoude wordt bediend door vervoersmaatschappij Qbuzz:
- Lijn 62: Buitenpost - Kollum - Oudwoude - Triemen - Kollumerzwaag - Zwaagwesteinde - Veenwouden - Quatrebras - Tietjerk - Groene Ster - Leeuwarden[14]